# Конгресс Республики Перу
Конгресс Республики (исп. Congreso de la República) — однопалатный законодательный орган (парламент) Республики Перу.

## История
В 1979 году в Перу действовал двухпалатный парламент, состоящий из Сената и Палаты депутатов, однако после роспуска Конгресса президентом Фухимори в апреле 1992 года, его сменил однопалатный Демократический учредительный Конгресс, который в 1995 году заменил однопалатный Конгресс Республики. Несмотря на то, что в 2003 году большинством голосом принято решение о восстановлении двухпалатной системы, реализовано это не было.

## Состав

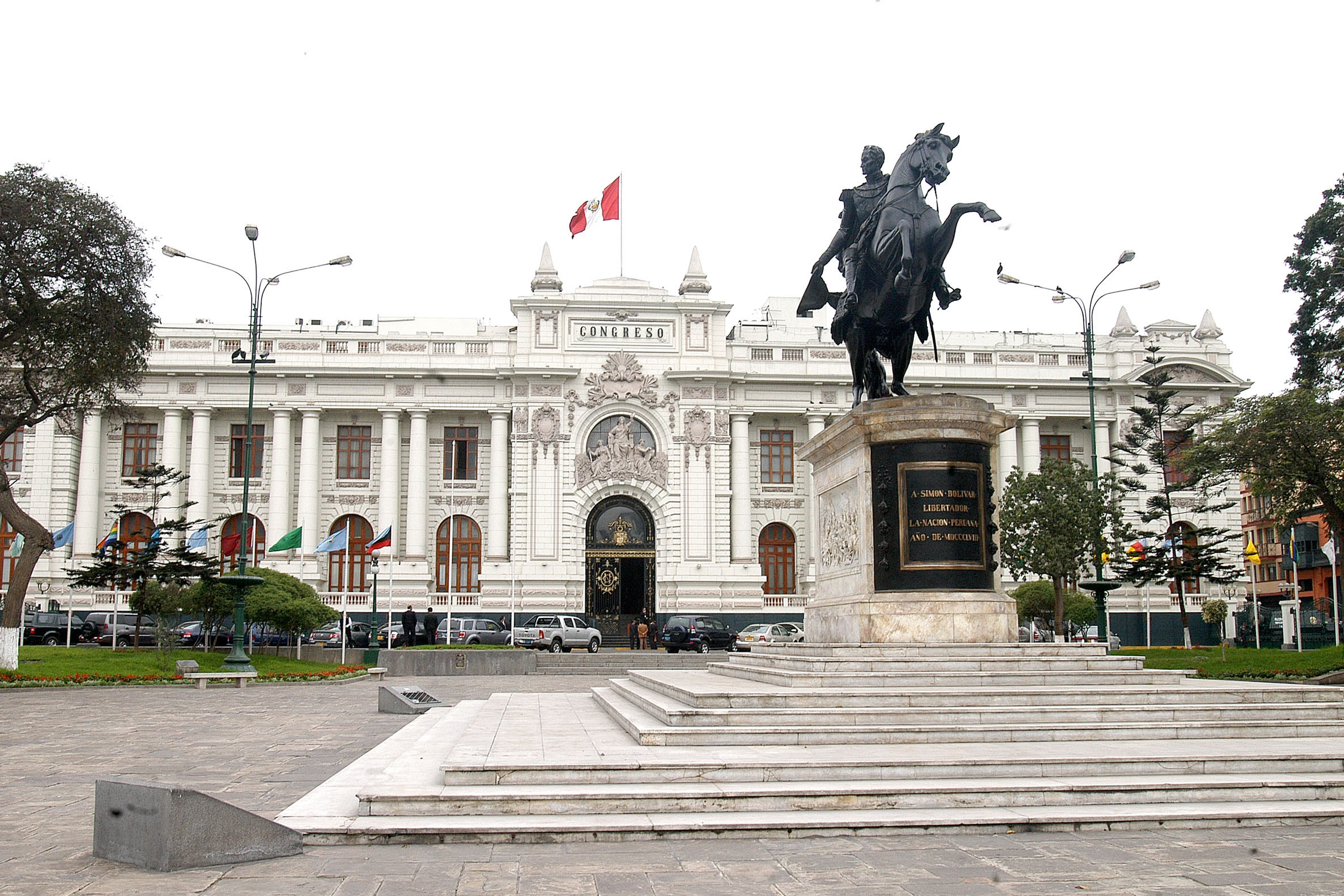
Фасад здания Конгресса

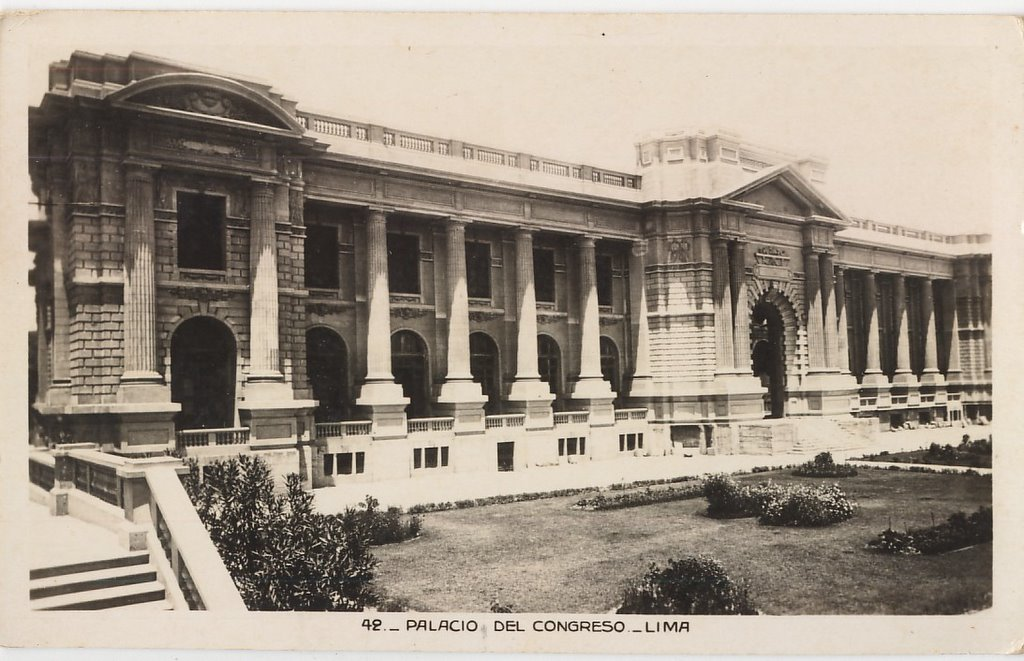
Задний фасад здания Конгресса на площади

Согласно конституции 1993 года законодательная власть представлена однопалатным парламентом — Конгрессом, состоящим из 130 (до 2011 года — 120) депутатов (исп. congresistas), выбираемых по пропорциональной избирательной системе сроком на 5 лет (ст.90).
В выборах в Конгресс может участвовать дееспособный перуанец по рождению, достигший возраста 25 лет. Депутатам предоставляется личный иммунитет, так как они представляют народ и высших должностных лиц нации (ст. 93). Запрещено быть кандидатами на выборах в Конгресс лицам, находящимся на любых государственных должностях (ст.91) — при этом лица, уже избранные в Конгресс, могут быть назначены на государственные должности и совмещать работу на них с работой в Конгрессе. Руководство Конгресса (председатель и три его заместителя) переизбирается каждый год.

## Полномочия
Разделение властей на законодательную, исполнительную и судебную строго не закреплено в Конституции Перу, тем не менее каждая из них описана как независимая.
Конгресс принимает, изменяет, отменяет и толкует законы, осуществляет контроль за главами исполнительной и судебной властей, принимает отставки президента и вице-президентов, при отсутствии президента наделяет полномочиями вице-президента. Имеет право на возбуждение судебного дела против президента, вице-президентов, судей Верховного и Конституционного судов, генерального прокурора. Ратифицирует международные договоры, устанавливает налоги, в соответствии с нуждами государства; принимает или отклоняет целиком или в части бюджет. Имеет право на одобрение изменений территориального устройства, объявление войны и заключение мира, объявление амнистии заключенным и иные полномочия, непосредственно относящиеся к законодательному процессу (ст. 102).
Кабинет министров подчиняется Конгрессу (ст. 131), который имеет право выразить вотум недоверия как всему составу, так и одному министру (ст. 132), для принятия необходимо более половины голосов от общего числа членов Конгресса.
В случае наложения президентом вето на законопроект, Конгресс может преодолеть его простым большинством голосов (ст. 108). Конгресс вправе сместить президента, если последний препятствует проведению выборов, если выехал из страны без согласия Конгресса или не вернулся в срок, если президент предпримет попытку роспуска Конгресса неконституционным способом или препятствует работе как Конгресса, так и Национальной избирательной комиссии (ст. 117), а также при неспособности президента исполнять полномочия по состоянию здоровья (ст. 113).

## Комментарии
1. ↑  В состав данной фракции вошли два конгрессмена от Пурпурной партии[англ.], один конгрессмен от Гражданской силы[англ.] а также три независимых конгрессмена

1. ↑  В том числе два конгрессмена от партии Новое Перу[англ.]